# Ordre de bataille confédéré de Carthage
Les unités et commandants du Missouri ont combattu lors de la bataille de Carthage de la guerre de Sécession. L'ordre de bataille unioniste de Carthage est indiqué séparément.

## Abréviations utilisées

### Grade militaire
- MG = Major général
- BG = Brigadier général
- Col = Colonel
- Ltc = Lieutenant-colonel
- Maj = Commandant
- Cpt = Capitaine
- Lt = Lieutenant

### Autre
- (b) = blessé
- mb = mortellement blessé
- † = tué
- (PDG) = capturé

## Garde de l'État du Missouri
MG Sterling Price [absent]
Gouverneur Claiborne F. Jackson
Col Lewis Henry Little, adjudant-général
| Division                                                              | Régiments et autres |
| --------------------------------------------------------------------- | --- |
| Troisième division BG John Bullock Clark, Sr.                         | - 1st Missouri : Col John Q. Burbridge - 1st Missouri : Ltc Edwin Price - 1st Missouri Regimen t: Maj John Bullock Clark, Jr. |
| Quatrième division BG William Y. Slack                                | - 1st Missouri : Col John T. Hughes, Ltc James Pritchard - Bataillon de Thornton : Maj John C. Thornton - 1st Cavalry : Col Benjamin A. Rives |
| Sixième division BG Mosby Parsons                                     | - Kelly's Missouri Regiment : Col Joseph Kelly - Bataillon de Dills : Maj George K. Dills - 1st Missouri Cavalry : Col Ben Brown - Cavalerie d'Alexander : Cpt ___ Alexander - Batterie de Crews : Cpt ___ Crews - Batterie de Guibor (4 canons) : Cpt Henry Guibor |
| Huitième division BG James Spencer Rains Col Richard Hanson Weightman | - 2nd Regiment : Col John R. Graves - 3rd Regiment : Col Edgar V. Hurst - Bataillon d'O'Kane : Ltc Walter S. O'Kane - Détachement indépendant : Cpt Francis P. McKinney - 2nd Cavalry (1er bataillon indépendant) : Col James McCown - 3rd Cavalry, compagnies A, B, & H (part) : Col Robert Y. Peyton - 7th Cavalry, bataillon de Boughan : Ltc Richard A. Boughan - Batterie de Bledsoe (3 canons) : Cpt Hiram M. Bledsoe |

Remarque : Plusieurs unités de cavalerie indépendantes sont affectées à la huitième division de Rains. Parmi celles-ci, un contingent de 150 troupes à cheval, sous le commandement du capitaine Jo Shelby se distinguent à l'avant-garde de l'action sudiste tout au long de la bataille. Des manœuvres audacieuses sur le champ de bataille sous le feu des batteries de Sigel jusqu'à la pression sur la retraite de Sigel vers Sarcoxie, la cavalerie de Shelby « arrache la victoire à Carthage des mains Sigel ». Au total, la garde de l'État du Missouri comprend plus de 2000 hommes non armés qui ne pas participent à la bataille.